# Bonne à tout faire
Cet article possède un paronyme, voir Bonne.
Série Monsieur Belvédère
Monsieur Belvédère au collège (1949)
Pour plus de détails, voir Fiche technique et Distribution.
Bonne à tout faire (Sitting Pretty) est un film américain en noir et blanc réalisé par Walter Lang, sorti en 1948.
Grand succès commercial, Clifton Web tournera deux autres suites avec son personnage de Monsieur Belvédère : Monsieur Belvédère au collège (1949) et Monsieur Belvédère fait sa cure (1951). 

## Synopsis
Harry et Tacey King ont trois enfants et un chien et n'arrivent pas à garder une bonne ou baby-sitter. Débordée, Maureen passe alors une annonce dans le journal pour rechercher une bonne. Elle a la chance d'obtenir une réponse mais la personne qui se présente est un homme, Lynn Belvedere. Celui-ci devient vite indispensable car il est absolument expert en tout. En réalité, il est un écrivain qui cherche à critiquer les commérages qui sont de mise dans cette petite ville. Son livre paraît et c'est un succès, au grand dam de tous ceux qui ont fait courir des calomnies, notamment à l'encontre de Tacey King. 

## Fiche technique
- Titre : Bonne à tout faire
- Titre original : Sitting Pretty
- Réalisation : Walter Lang
- Scénario : F. Hugh Herbert d'après le roman Belvedere de Gwen Davenport
- Production : Samuel G. Engel
- Société de production : Twentieth Century Fox
- Musique : Alfred Newman
- Photographie : Norbert Brodine
- Costumes : Kay Nelson
- Montage : Harmon Jones
- Pays d'origine : États-Unis
- Langue originale : anglais
- Format : noir et blanc – 35 mm – 1,37:1 – mono (Western Electric Recording)
- Genre : comédie familiale
- Durée : 83 minutes
- Dates de sortie : 
  -  États-Unis : avril 1948
  -  France : 20 octobre 1948
- Affiche : Roger Soubie (France)

## Distribution
- Robert Young : Harry King
- Maureen O'Hara : Tacey King
- Clifton Webb : Lynn Belvedere
- Richard Haydn : Mr Clarence Appleton
- Louise Allbritton : Edna Philby
- Randy Stuart : Peggy
- Ed Begley : Horatio J. Hammond
- Willard Robertson : Mr Ashcroft
- John Russell : Bill Philby

Acteurs non crédités
- J. Farrell MacDonald : un policier
- Anne O'Neal : Mme Gibbs
- Josephine Whittell : Martha Hammond